# Antropomorfismo nella cabala
La Cabala, sistema centrale del misticismo ebraico, utilizza sottili analogie e metafore antropomorfiche per descrivere Dio nell'Ebraismo. Tra queste si annoverano le influenze maschili-femminili nel Divino. I cabalisti ripetutamente avvertono e sottolineano la necessità di separare le loro nozioni da ogni corporeità, dualismo, pluralità, o connotazioni spaziali e temporali.

## Alcuni fondamenti
Poiché "la Torah parla nella lingua dell'Uomo", i termini empirici sono necessariamente imposti all'esperienza umana in questo mondo. Una volta che l'analogia è descritta, i suoi limiti vengono riconosciuti, asportando quindi il guscio (Qelipot) dal nucleo, per arrivare ad una concezione più vera; vera anche d'altronde la corretta analogia in cui anche la "veste" risulta adatta al "corpo" e poi all'anima.

## Motivazione dellaTorah Nistar, la "Torah nascosta"
A causa del pericolo di analogie materiali impure, i cabalisti tradizionalmente limitavano la trasmissione orale a circoli riservati, con motivazioni sincere, apprendimento avanzato e formazione "elitaria", cercando nel contempo, a partire dal XVI secolo, una possibile diffusione per la preparazione messianica.
Capire la Cabala nel suo complesso con una completa competenza talmudica, halakhica e filosofica, è un prerequisito tradizionale onde evitare i pericoli di false interpretazioni.
Si attribuirono le eresie mistiche sabbatiste del XVII e XVIII secolo alla falsa corporeità della Cabala per motivazioni indegne.
Il pensiero chassidico successivo vide la sua divulgazione comune come una salvaguardia contro la corporeità esoterica, mediante la sua nuova interiorizzazione del misticismo ebraico attraverso l'esperienza spirituale psicologica della persona.
La cabala emerse in parallelo, poco dopo la sua diffusione, alla tradizione razionalista della filosofia ebraica medievale: Mosè Maimonide articolò la teologia ebraica nel suo impegno filosofico contro qualsiasi falsa interpretazione corporea di riferimenti a Dio nella Bibbia ebraica e letteratura rabbinica, incapsulata nel suo 3º principio di fede e nella codificazione legale del Monoteismo. Formulò la trascendenza filosofica della Divinità mediante la teologia negativa.

## Sviluppo tradizionale
I cabalisti accettarono questa proposizione ma diedero un'impostazione radicale alla concezione dell'Immanenza di Dio riferendosi alle emanazioni divine. Queste implicavano nozioni Zohariche di attributi divini (Sephirot) e di potenze maschili-femminili, rivedute nel XVI secolo con la Contrazione, l'esilio-redenzione (Tohu e Tikun) e Configurazioni Divine (Partzufim), enfatizzando ulteriormente la natura non-corporea delle dottrine cabalistiche di personificazione che vennero a dominare nel primo periodo dell'Ebraismo moderno. Tuttavia, i cabalisti scelsero attentamente la propria terminologia per denotare le connotazioni sottili e le profonde relazioni nelle influenze spirituali divine. Più precisamente, dato che descrivono l'emanazione del Mondo materiale dai reami spirituali, gli antropomorfismi analoghi e le metafore materiali stesse derivano per causa ed effetto dalle loro precise analogie di base nell'Alto.
Esistono inoltre metafore per i 13 attributi della Clemenza divina corrispondenti a 13 parti della barba e, talvolta, della chioma: questa dottrina della cabala ebraica viene insegnata nel Sefer haZohar e poi commentata dall'Arizal.

## Metafora della sessualità nella Cabala

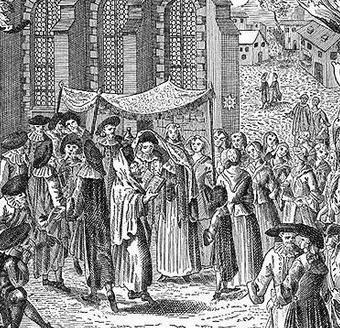
La metafora del matrimonio (Chuppa)

I cabalisti collegavano Sephirot, Shekhinah e Partzufim ai principi divini maschili-femminili, "rappresentandoli" nell'unione matrimoniale (cfr immagine).
Nella cabala medievale il compito dell'uomo è LeShem Yichud-"Unione" del "Tetragramma biblico", quasi come "Maschile e Femminile", nell'Alto (cfr Anima).
Nel lurianismo l'uomo redime le Scintille di Santità della Shekhinah dalle Qelipot (involucro/guscio), in parte anche materiale.